# Isla de San Albino
La isla de San Albino está situada en Angers, en los Países del Loira en Francia.

## Historia
Desde la Prehistoria, la isla fue habitada. Excavaciones arqueológicas han revelado armas datadas de 1500-1200 antes Jesús-Cristo, cerámicas y ladrillas romanas situadas cerca del Pont de Segré. La isla pertenecía primero al Conde de Anjou llamado Geoffroy Grisegonelle quien le ofreció a su esposa, la Condesa Adèle cuando murió. En aquello tiempo, la isla estaba llamada “la isla del Monte” y solo había  bosques y pantanos. En 978, la Condesa dio la isla a la Abadía de San Albino. Los monjes se ocuparon de renovarla: cavaron canales de irrigación, un dique fluvial en el centro de la isla y dos esclusas que todavía hoy, retienen agua. La isla se volvió un lugar que todos envidiaron con praderas. Finalmente, la isla tomó el nombre de la Abadía.
Al fin del siglo XVII, la isla sufrió de varios desastres naturales y no estuvo más codiciada por los agricultores. En 1762, Pierre Boreau de la Besnardière obtuvo el arrendamiento de la isla por 21000 libras (suma que representaba mucho en aquella época). El señor decidió no reiterar los pastos de los pequeños granjeros sino crear una gran explotación de producción de heno. Entonces, la isla proveyó heno y caballos a los comerciantes. Sin embargo, eso no duró largo tiempo… 
En 1776, la ciudad decidió crear una zona de acondicionamiento para evitar el deterioro de la isla con el tiempo. En 1789, las tierras de San Albino se volvieron bienes nacionales y han sido vendidos en subasta. La municipalidad ganó la subasta pero no tenía demasiado recursos financieros para comprar la isla. Entonces, la isla apodada “Haute Verte” fue dividida en parcelas para ser vendidas a varios particulares. La isla sobrevivió vendiendo heno hasta la aparición del automóvil cuya consecuencia fue la bajada de los precios de las praderas. 
A partir de los años 80, la Federación Departamental de los Cazadores del Maine y Loira obtuvo un tercio de la isla para la preservación de los medios. Otra asociación autorizada en el sector de la pesca y de la protección de los medios se volvió también proprietaria de los canales y conservó ocho hectáreas de la isla.
En 1994, la ciudad de Angers volvió a comprar la granja, el merendero, los transbordadores y suprimió los derechos de paso para entrar la isla. 
En 2000, para sensibilizar los ciudadanos a la protección de los medios naturales, la municipalidad deseo revalorizar la isla de San Albino y renovarla. La isla fue entonces clasificada Natura 2000 y fue el objeto de un estudio medioambiental para la protección de los medios naturales.

## Geografía
La isla de San Albino es una isla situada en el departamento de Maine y Loira y la región Países del Loira.
Ubicada a sólo 3 kilómetros del centro de la ciudad de Angers al noreste, la isla de San Albino es un emplazamiento de 600 hectáreas. Incluso en conjunto más vasto de las « Basses Vallées angevines », el emplazamiento está abierto al público cuatro meses por año.
La isla está a la confluencia de dos ríos, Sarthe y Mayenne que llegan a la « Vieille Maine ».  Por eso son zonas fácilmente inundables. 
La isla de San Albino es una zona de baja altura (14 a 17 metros), y sobre los 600 hectáreas, sólo 40 no son inundable. Es la zona donde se encuentran los edificios de la granja (más de 20 metros de altitud).

## Fauna y flora
La isla de San Albino está habitada de mayo a septiembre por un ave emblemática, el "guion de codornices", una especie amenazada. Luego, se vuela hacia el Mozambique y el Zimbabue en otoño, y vuelve a la primavera siguiente. Se puede también encontrar las aves "nidificadoras", que sólo pasan por la isla para anidar en las altas hierbas de los prados como el escribano palustre (Emberiza schoeniclus) y el tarabilla norteña, y por supuesto, el guion de codornices. La codorniz común anida también en los prados de la isla. Hay otras numerosas especies en la isla de San Albino como pinzones, garzas, cernícalos, aguiluchos...
Se encuentra en la isla un conjunto de puntos de agua que son los estanques y otras charcas, pozas de agua temporales que se llenan con las crecidas. En los canales, viven especies invasivas, como la ludwigia (planta acuática) y el cangrejo de río de Louisiana, que amenazan la fauna y la flora acuáticas. Sin olvidar a los coipos que arrancan la vegetación y aceleran la erosión de las orillas. 
El plátano de la isla de San Albino mide 25 metros de altura y tiene una circunferencia de 7,40 metros. No se conoce su edad exacta pero se supone que fue plantado en 1775, cuando fue construida la casa del barquero. 
Este sitio está catalogado como zona de especial protección para las aves (ZEPA) y también como zone naturelle d'intérêt écologique, faunistique et floristique (zona natural de interés ecológico, faunístico y florístico).

## Actividades

### La agricultura
Las técnicas agrícolas utilizadas son la siega y el pastoreo porque permiten la conservación de una flora y fauna especifica en este tipo de espacio inundable. La actividad de la siega y del pastoreo está relacionada con la utilización de la hierba de las praderas, sea está cortada para servir de alimento por el ganado o sea el ganado la come directamente en las praderas. La isla hace parte de la Red Natura 2000, entonces los agricultores están sensibilizados para un método de siega llamada “simpática” que consiste en segar empezando por el medio de una parcela para que la fauna pueda escaparse hacia el exterior.
La isla es también una zona de cría. Al norte de la isla,  hay prados cercados con setos, donde el ganado puede ser recibido desde la primavera. Más al sur, hay praderas abiertas, segadas al principio del verano y que reciben el ganado sobre los prados comunes a partir de septiembre para el pasto de renadío. El pasto de renadío es el rebrote de la hierba de las praderas segadas al principio del verano, que pueden ser pastadas desde el principio del mes de septiembre en la isla.

### La caza
Las aves acuáticas están principalmente casadas. Los cazadores tienen la misión de regular la fauna en la isla, particularmente los coipos.

### El turismo

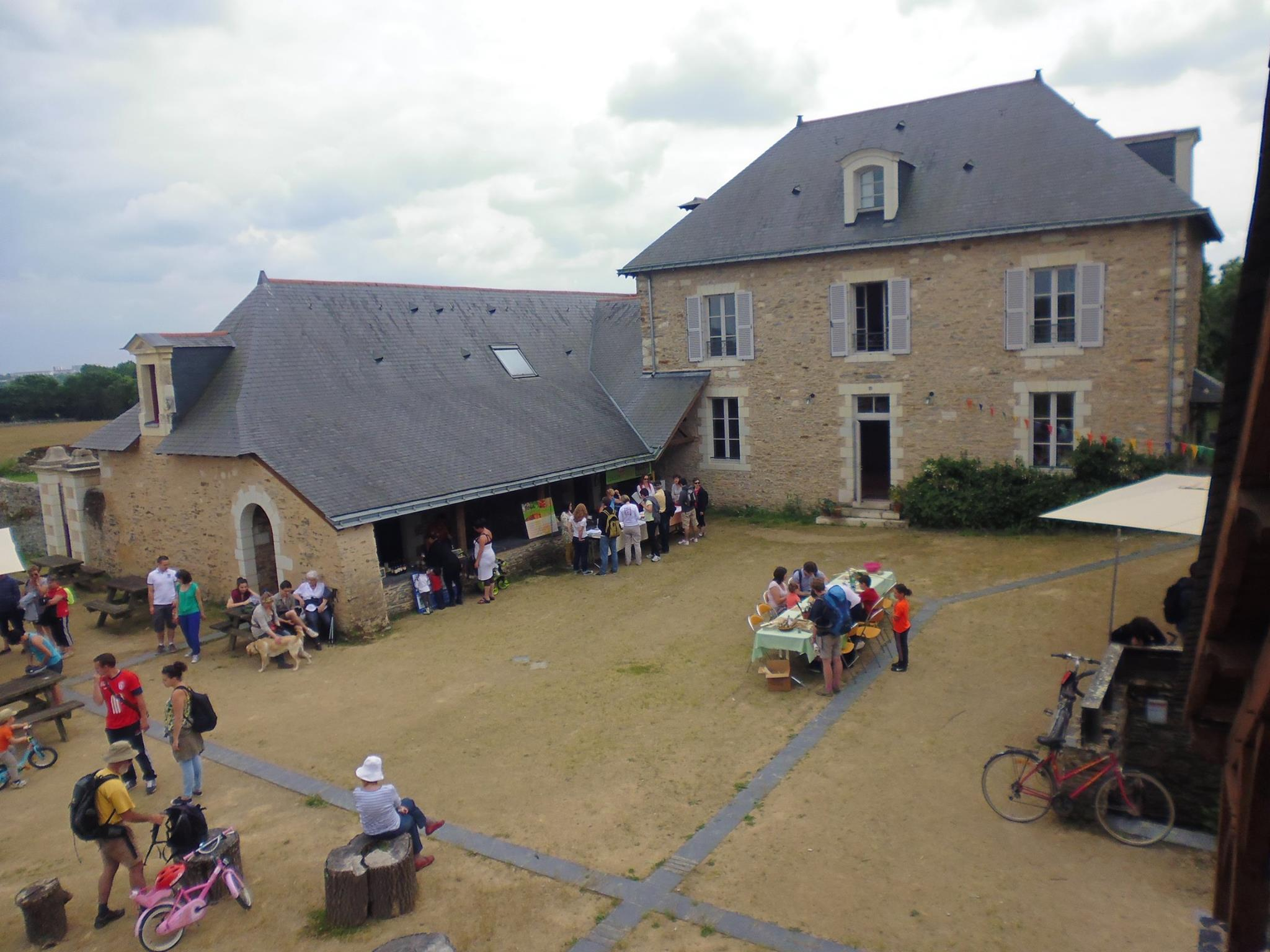
La granja de la isla de San Albino en Angers.

Para acceder a la isla, hay que tomar el transbordador situado en el “Port de l’ile” (puerto de la isla), sobre la Mayenne. Está tirado con la fuerza de los brazos. Se puede ir a la isla solo a partir de mayo hasta septiembre, cuando la isla no está inundada. Cuando se llega a la isla, hay un merendero donde los turistas pueden imbuirse del espíritu del lugar. Se puede desplazarse solo a pie o en bici. 
Existen varios circuitos de caminata y entre ellos, hay uno que lleva a la casa de la isla de San Albino situada en la colina de la isla. Es una granja antigua que fue reconstruida y rediseñada. Hoy sirve de lugar de exposición para fotografías y permite comprender la historia y la naturaleza gracias a carteles de informaciones, videos y juegos educativos. Además, animaciones están organizadas con los socios cargados de la animación y de la preservación de la isla y las asociaciones.